# Bob Margolin

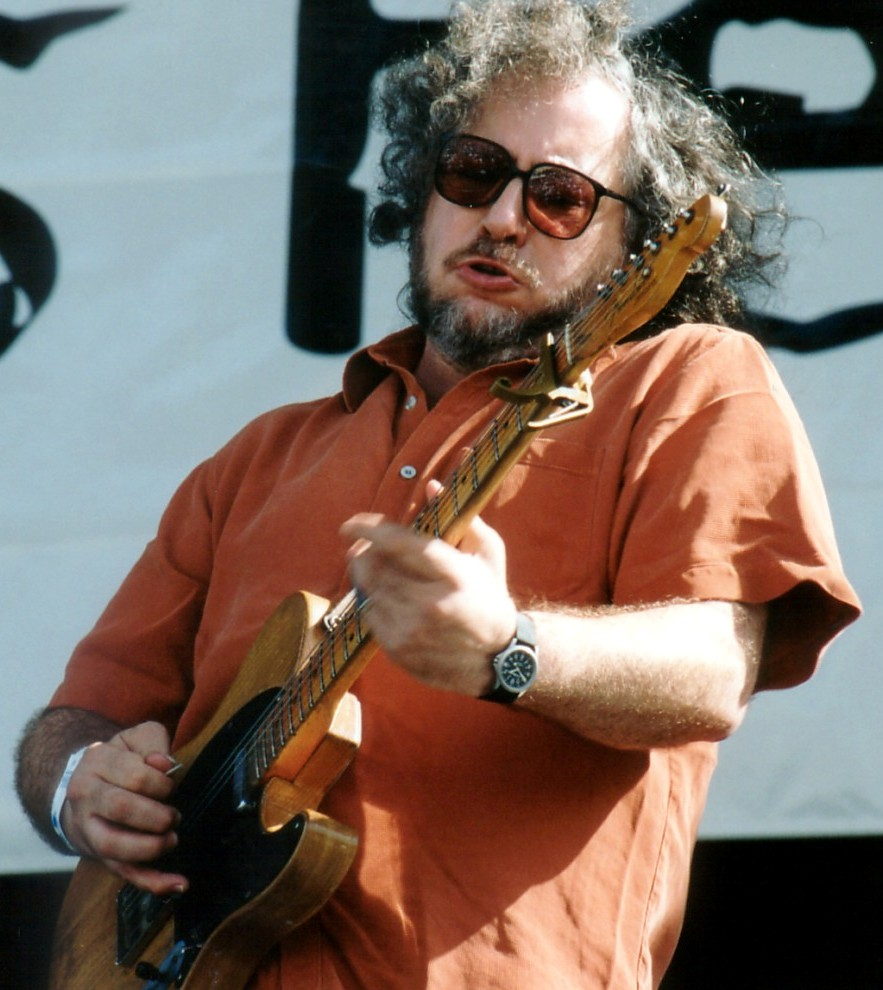
Bob Margolin beim 1996 Riverwalk Blues Festival in Fort Lauderdale, Florida

Bob Margolin (* 9. Mai 1949 in Boston, Massachusetts) ist ein US-amerikanischer Blues-Gitarrist und Sänger, der von 1973 bis 1980 Mitglied der Band von Muddy Waters war, wo er Sammy Lawhorn ersetzte. Sein Spitzname ist Steady Rollin’ Bob Margolin.

## Leben
1964 begann Margolin, Gitarre zu spielen. Sein erstes musikalisches Auftreten war 1967 im Alter von 18 Jahren als Lead-Gitarrist in der Psychedelic-Rock-Band The Freeborne auf deren einzigen Album Peak Impressions, auf dem er kompositorisch das Lied Hurtin' Kind of Woman beisteuerte.
Ab 1980 hatte Margolin seine eigene Band, mit der er ab 1989 eine Reihe von Alben aufnahm. 2003 erschien das Album The Bob Margolin All-Star Blues Jam, bei dem Pinetop Perkins, Hubert Sumlin, Carey Bell, Willie „Big Eyes“ Smith und Mookie Brill mitmachten. Die „Bob Margolin All-Star Band“ wurde für einen Handy Award als Blues-Band des Jahres nominiert. 2005 wurde Bob Margolin als Gitarrist für eine Handy Award nominiert. 2004 erhielt er einen Handy Award für das beste Re-Issue für die Muddy „Mississippi“ Waters Live Legacy Edition. Seit diesem Jahr schreibt er auch regelmäßig für das Magazin Blues Revue und dem Online-Bluesmagazin Blueswax.
Zwischen 1995 und 2005 spielte er acht Mal bei den Handy Awards Shows in Memphis, meist als Gitarrist in einer Allstar Band. Bei diesen Konzerten trat er unter anderen mit Scotty Moore, Joe Louis Walker, Shemekia Copeland, Marcia Ball, Tracy Nelson, Reba Russell, Kim Wilson, Snooky Pryor, Charlie Musselwhite, Chris Layton, Pinetop Perkins, Rod Piazza, Dr. John, Ronnie Earl, Duke Robillard, Willie Kent, Willie „Big Eyes“ Smith  und Calvin “Fuzz” Jones auf.
Bob Margolin ist mit wechselnden Bands unterwegs, darunter „The Bob Margolin Blues Band“, „The Bob Margolin All-Star Blues Jam“ und „The Muddy Waters Tribute Band“. Neben diesen Aktivitäten ist Bob Margolin auch ein gefragter Produzent.

## Diskografie

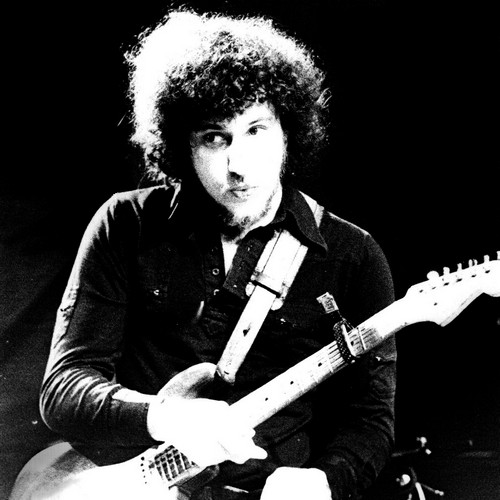
Bob Margolin Am 7. November 1976 in Paris, Frankreich

### Alben
- The Old School (1989)
- Chicago Blues (1991)
- Down In The Alley (1993)
- My Blues and My Guitar (1995)
- Up & In (1997)
- Hold Me To It (1999)
- The Bob Margolin All-Star Blues Jam (2003)
- In North Carolina (2006)
- My Road (2016)
- Bob Margolin (2018)
- This Guitar And Tonight (2019)

### Gastmusiker (Auswahl)
- Big Bill Morganfield Born Lover (2009)
- Koko Taylor Old School (2007)
- Junior Wells Crucial Acoustic Blues (2007)
- Nappy Brown Long Time Coming (2007)
- Willie "Big Eyes" Smith Way Back (2006)
- Hubert Sumlin About Them Shoes (2003)
- Junior Wells Come On In This House (1997)
- Ann Rabson Music Makin' Mama (1997)
- Billy Boy Arnold Eldorado Cadillac (1995)
- John Brim Tough Times (1992)
- Luther "Guitar Junior" Johnson Luther's Blues (1976)